# 柞木田龍善
柞木田 龍善（たらきだ りゅうぜん、1914年11月30日 - 1998年3月21日）は、日本の作家・ジャーナリスト。

## 生涯
青森県八戸市生まれ。1926年、八戸市浄土宗成田龍観の弟子となる。陸軍少年兵となり、1934年に中里介山主宰の「西隣村塾」塾生となる。
1937年、読売新聞記者。1939年、青森歩兵第5連隊に入営。
1940年、軍人会館「戦友・我が家」編集部に入る。1942年、召集を受けて満州に渡り、敗戦でシベリア抑留。
1947年に復員し、読売新聞に復職。1969年、定年退職。「天心大菩薩会」理事。

## 著書
- 島への旅行案内 茂木慎雄共著 秋元書房 1962 トラベル・シリーズ
- 全国秘境案内 秋元書房 1965 トラベル・シリーズ
- 全国高原と湖の旅 実業之日本社 1966 ブルー・ガイドブックス
- 日本の秘境 読売新聞社 1968
- 微笑仏 南部竜三 作品風土社 1970
- 中里介山伝 読売新聞社 1972
- 秘境歴史の旅 新人物往来社 1974
- 修験木喰 佼成出版社 1977.5
- 中里介山と武術 体育とスポーツ出版社 1979
- 修験の山々 法蔵館 1980.7
- 赤い満月 叢文社 1982.6
- 日本超古代史の謎に挑む 日本・ユダヤ同祖論の深層 風濤社 1985.9
- 日本神道 世界全人類の財産"神ながらの道" 日本人のトランスパーソナル 風濤社 1986.10
- 中里介山伝 大菩薩峠作者 天心大菩薩会 1987.10
- 中里介山の思想 大菩薩峠作者 天心大菩薩会 1988.11
- 大菩薩峠と中里介山写真集 天心大菩薩会 1990.3
- 大菩薩峠側面史 天心大菩薩会 1993.4
- 安徳天皇と日の宮幣立神宮（増補第3版） 新人物往来社 1995.6
- 大菩薩峠中里介山総集編 大菩薩会 1996.9

## 参考
- 柞木田龍善 作家解説 - 青森県近代文学館